# Sandra Petrović Jakovina

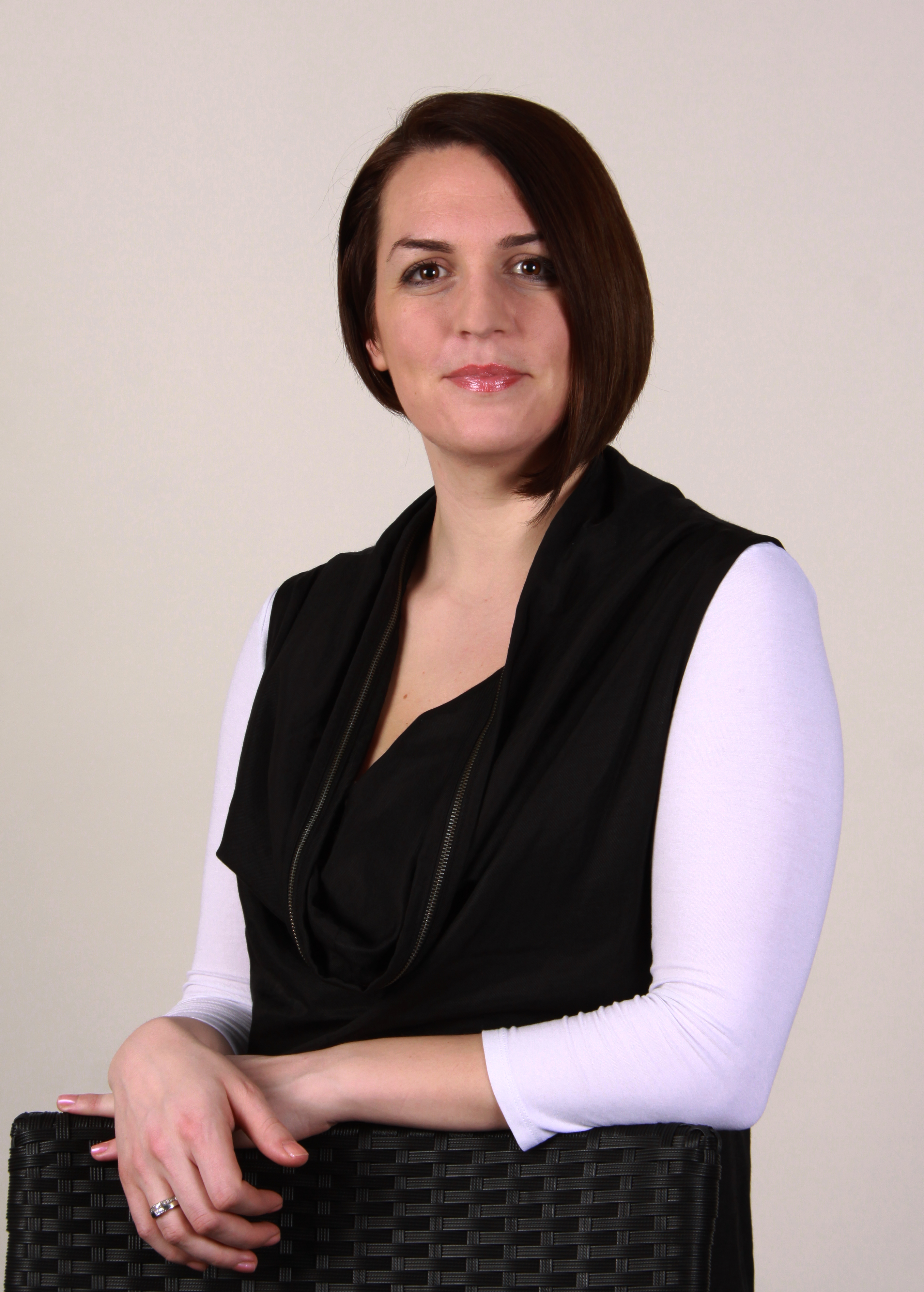
Sandra Petrović Jakovina, 2014

Sandra Petrović Jakovina (* 21. März 1985 in Zagreb) ist eine kroatische Politikerin der SDP.

## Leben
Petrović besuchte die juristische Fakultät der Universität Zagreb, die sie als Diplom-Juristin verließ. Im Jahr 2010 war sie für drei Monate Praktikantin im Sekretariat der Fraktion der Progressiven Allianz der Sozialisten & Demokraten im Europäischen Parlament, ein weiteres Praktikum absolvierte sie für eineinhalb Jahre in einer Rechtsanwaltskanzleigemeinschaft. Im Jahr 2012 gehörte sie dem kroatischen Parlament für rund fünfeinhalb Monate an. Im selben Jahr zog sie in den Parteivorstand der SDP ein. Bei der Europawahl 2013 gewann sie ein Mandat im Europäischen Parlament, das sie mindestens ein Jahr lang ausüben wird.